# Lucilo Quiambao
Lucilo Barrameda Quiambao (ur. 30 października 1932 w Bacacay) – filipiński duchowny rzymskokatolicki, w latach 1982-2009 biskup pomocniczy Legazpi.

## Życiorys
Święcenia kapłańskie przyjął 2 kwietnia 1960. 23 marca 1982 został prekonizowany biskupem pomocniczym Legazpi. Sakrę biskupią otrzymał 27 kwietnia 1982. 10 grudnia 2009 przeszedł na emeryturę.